# Sulo Nurmela
Sulo Nurmela   (Miehikkälä, 13 de febrer de 1908 - Hamina, 13 d'agost de 1999) va ser un esquiador finlandès, especialista en esquí de fons, que va competir durant la dècada de 1930.
El 1936 va prendre part en els Jocs Olímpics de Garmisch-Partenkirchen, on disputà dues proves del programa d'esquí de fons. Guanyà la medalla d'or en la prova dels relleus 4x10 quilòmetres, formant equip amb Kalle Jalkanen, Klaes Karppinen i Matti Lähde. En la prova dels 18 quilòmetres fou setè.
En el seu palmarès també destaquen tres medalles d'or al Campionat del Món d'esquí nòrdic entre 1934 i 1935.